# Hans Jurgen Hammar
Hans Jurgen Hammar var en konterfejare verksam i Göteborg vid 1600-talets slut.
Hammar är känd genom en bouppteckning efter hustrun Christina Simonsdotter 1699. Bland hans kända arbeten räknas målningen av valven i Tyska kyrkan i Göteborg 1682. Vid bouppteckningen efter hustrun räknas tavlorna Karl XI till häst, Yttersta domen, Capit. Lillies upp som färdiga verk dessutom omnämns ett 10-tal ej färdiga arbeten. Han var bror till Johan Hammer. 